# Necolio croceus
Necolio croceus là một loài tò vò trong họ Ichneumonidae.